# Saint-Patrice-de-Claids

Saint-Patrice-de-Claids este o comună în departamentul Manche, Franța. În 1 ianuarie 2022 avea o populație de 177 de locuitori.